# La Masieta (Sant Pere de Ribes)
La Masieta és una obra de Sant Pere de Ribes (Garraf) protegida com a Bé Cultural d'Interès Local.

## Descripció
Masia situada als peus del Puig Montgròs, a mestral del nucli de Ribes. És un edifici aïllat de planta rectangular i tres crugies, al qual s'adossen diversos cossos annexes. Consta de planta baixa i pis i té la coberta a dues vessants amb el carener paral·lel a la façana. El frontis es compon de tres eixos: al central hi ha el portal d'accés d'arc escarser ceràmic amb brancals de pedra, amb un portal d'arc carpanell ceràmic en un costat i una finestra d'arc pla arrebossat a l'altre. Al pis hi ha tres finestres d'arc pla ceràmic. A la façana s'hi ha fixat una estructura metàl·lica d'un tendal. Les obertures de la resta de façanes són d'arc pla arrebossat. A les façanes laterals hi ha adossats dos cossos d'un sol nivell d'alçat, el de ponent obert amb dos portals d'arc escarser arrebossat. El ràfec està acabat amb una imbricació de rajols i teules ceràmiques. L'acabat exterior és arrebossat i pintat de color blanc. Davant la façana principal hi ha el pou antic.

## Història
Antigament, la Masieta formava part de la finca de Can Ramon, i es denominava així perquè era la hisenda petita de la propietat. Segons consta en el llibre d'Apeo de l'any 1847, la casa pertanyia a Josep Antoni Querol i Planas.